# 가여운 것들
《가여운 것들》(영어: Poor Things)은 2023년 개봉한 미국, 영국의 영화이다. 요르고스 란티모스가 감독을 맡았으며, 앨러스데어 그레이의 동명 소설이 영화의 원작이다. 제80회(2023년) 베네치아 영화제 황금사자상 수상작이다.
2024년 제96회 아카데미 시상식에서 미술상, 의상상, 분장상, 여우주연상(엠마 스톤)을 수상하였다.

## 줄거리
19세기 말 런던을 배경으로, 의대생 맥스 맥캔들스는 괴짜 과학자 갓윈 백스터에게 고용되어 그의 집에서 기이한 행동을 보이는 한 여성을 관찰한다. 갓윈은 그녀가 임신 중 다리에서 뛰어내려 자살한 여성의 시신을 이용해 뇌 이식 수술을 했고, 태아의 뇌를 이식하여 아기 같은 정신을 갖게 된 벨라 백스터라고 밝힌다. 
시간이 지나면서 벨라는 어휘력이 향상되고 세상에 대한 순수한 호기심을 드러낸다. 갓윈의 격려 속에서 맥스는 벨라와 사랑에 빠져 결혼을 제안하고 벨라도 이를 수락한다. 하지만 벨라는 곧 자위와 성적 쾌락을 발견하고, 방탕한 변호사 던컨 웨더번과 함께 리스본으로 떠난다. 그곳에서 벨라는 오로지 쾌락만을 추구하며 던컨과 끊임없이 성관계를 갖는다. 벨라는 우연히 호텔 투숙객에게 "빅토리아 블레싱턴"이라고 불린다.
벨라를 통제하기 어려워진 던컨은 그녀를 크루즈선에 몰래 태우고, 벨라는 그곳에서 철학에 눈을 뜨게 해주는 두 명의 승객과 친구가 된다. 던컨은 벨라의 성장을 막으려 하지만 실패하고, 술과 도박에 빠진다. 알렉산드리아에 정박하는 동안 벨라는 가난한 사람들의 고통을 목격하고 괴로워하며 그들을 돕고자 던컨의 돈을 선원들에게 맡기지만 사기를 당한다. 돈이 떨어진 벨라와 던컨은 마르세유에 버려지고, 돈을 벌기 위해 벨라는 매춘굴에서 일하기 시작한다. 분노한 던컨은 무너지고 벨라는 그를 떠난다. 벨라는 매춘굴에서 마담 스위니의 가르침을 받고 동료 매춘부 토이네트와 연인 관계를 맺으며 사회주의를 접하게 된다.
병세가 악화된 갓윈은 맥스에게 벨라를 데려와 달라고 부탁하고, 맥스는 정신병원에 수감된 던컨을 추적해 벨라를 찾아낸다. 런던으로 돌아온 벨라는 갓윈과 화해하고 맥스와 결혼을 다시 계획하지만, 결혼식은 던컨과 알피 블레싱턴 장군에 의해 중단된다. 알피는 벨라를 빅토리아라고 부르며, 실종되기 전 자신의 아내였고 그녀를 되찾으러 왔다고 주장한다. 벨라는 자신의 과거를 알기 위해 맥스를 떠나지만, 알피의 폭력적이고 가학적인 성격을 깨닫는다. 벨라는 자신이 과거 빅토리아였으며, 알피를 피하기 위해 자살했음을 알게 된다.
알피는 벨라를 저택에 감금하고 그녀의 음핵을 제거하고 임신시킬 계획을 밝히며, 총으로 위협하고 진정제를 마시라고 강요한다. 벨라는 진정제를 알피의 얼굴에 던지고, 알피는 실수로 발에 총을 쏘고 기절한다. 벨라는 갓윈의 집으로 돌아가 맥스의 도움으로 알피의 머리에 염소의 뇌를 이식한다. 갓윈은 벨라와 맥스의 곁에서 평화롭게 죽음을 맞이하고, 벨라, 맥스, 토이네트는 갓윈의 집에서 새로운 삶을 시작하며, 알피는 행복하게 풀을 뜯어 먹는다.

## 출연
- 엠마 스톤 - 벨라 백스터
- 윌럼 더포 - 고드윈 백스터
- 마크 러펄로 - 덩컨 웨더번
- 라미 유세프 - 맥스 매캔들스
- 제러드 카마이클 - 해리 애스틀리
- 크리스토퍼 애벗 - 오브리 드라폴 블레싱턴
- 캐스린 헌터 - 스와이니 부인
- 하나 쉬굴라 - 마르타 폰 쿠르츠로크
- 마거릿 퀄리 - 펄리시티
- 비키 페퍼다인 - 프림 부인
- 수지 벰바 - 투아네트
- 킬리 포사이스 - 앨리슨
- 존 록 - 데이비드
- 케이트 핸드퍼드 - 키티
- 오언 굿 - 제럴드
- 다미앵 보나르 - 신부
- 톰 스토턴 - 내관
- 웨인 브렛 - 사제